# Szergijevszki járás

A Szergijevszki járás a Szamarai területen

A Szergijevszki járás (oroszul Сергиевский район) Oroszország egyik járása a Szamarai területen. Székhelye Szergijevszk.

## Népesség
- 1989-ben 48 574 lakosa volt.
- 2002-ben 48 976 lakosa volt, melynek 79,64%-a orosz, 9,65%-a csuvas.
- 2010-ben 47 548 lakosa volt, melynek 82,7%-a orosz, 8%-a csuvas, 3,9%-a mordvin, 1,6%-a tatár.